# Ernest II de Saxe-Altenbourg
Pour les articles homonymes, voir Ernest II.
Ernest II de Saxe-Altenbourg (31 août 1871 - 22 mars 1955) est le dernier duc de Saxe-Altenbourg de 1908 à 1918.

## Biographie

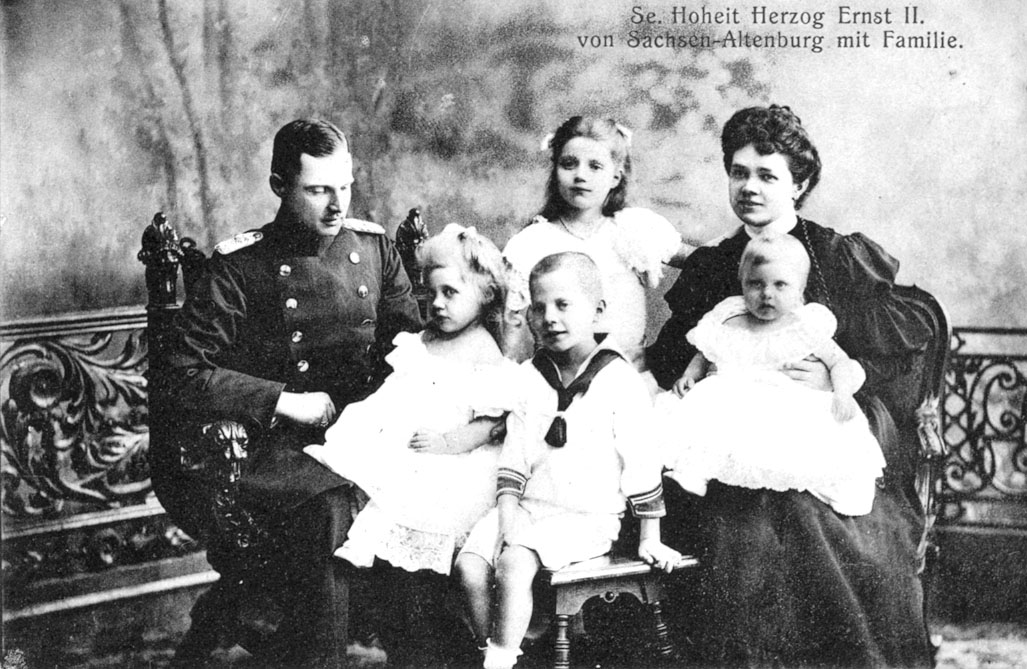
Le futur duc de Saxe-Altenbourg et sa famille vers 1905.

Le prince naquit au château d'Altenbourg et fit ses études à partir de 1884 à Dresde, au lycée Vitzthum, puis de 1886 à 1889 au lycée Christian à Eisenberg. Il étudia une année à l'académie de Lausanne en 1890, puis prit des cours en sciences naturelles, en philosophie, en histoire et en droit, pendant deux semestres à l'université d'Iéna. Il faisait partie de l'association d'étudiants Corps Franconia Jena (de). Il entra ensuite à l'université de Heidelberg et au Corps Saxo-Borussia Heidelberg, puis en 1893 à l'école militaire de Cassel à l'issue de laquelle il est lieutenant au premier régiment de la Garde impériale à pied. Il se marie en 1898 avec la princesse Adélaïde de Schamburg-Lippe et le jeune ménage habite à Potsdam.

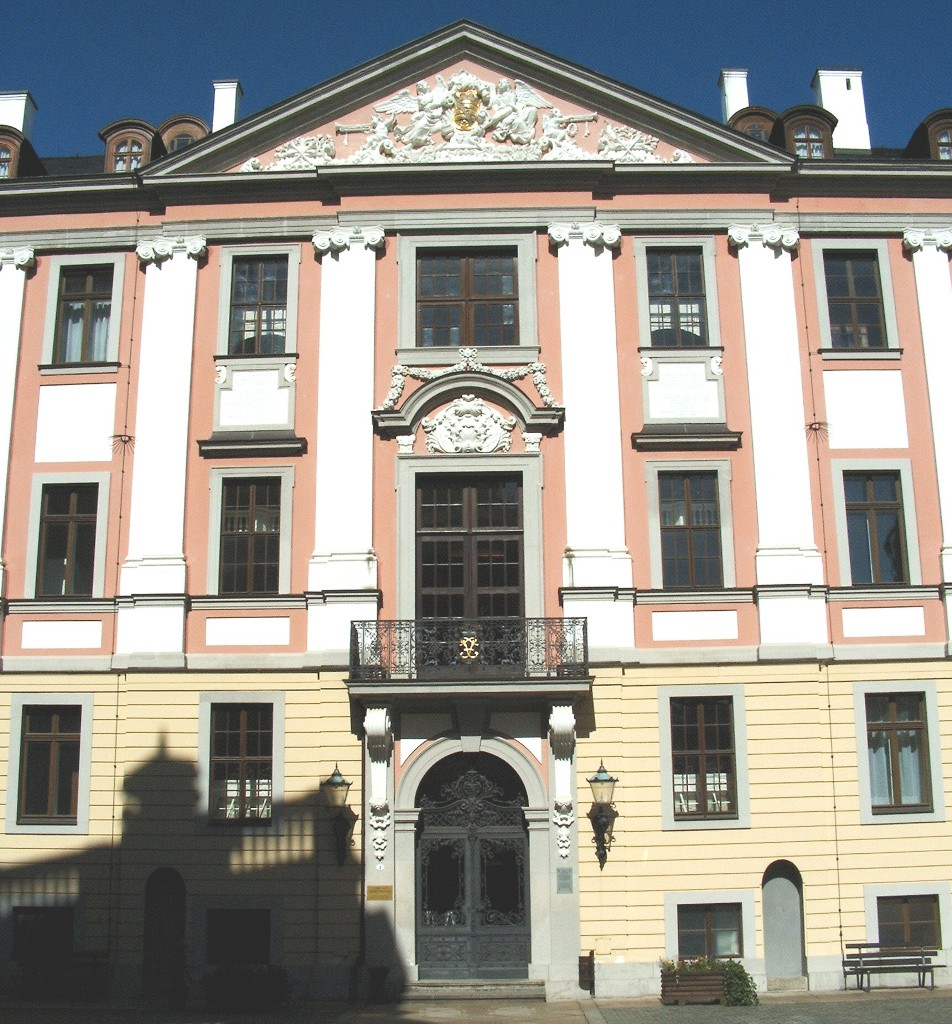
Vue du château d'Altenbourg.

Le prince sert à l'état-major de Berlin en 1903-1905. Il devient, à la mort de son oncle, duc régnant de Saxe-Altenbourg, le 7 février 1908, et déménage au château d'Altenbourg. Il est à cette époque commandant du 153e régiment d'infanterie et du 12e bataillon de chasseurs à pied (de) de Saxe, cantonné à Freiberg. Le Kaiser Guillaume lui décerne la même année l'ordre de l'aigle noir. Le jeune duc a la réputation d'être proche de son peuple et il reçoit facilement en audience. Il est aussi moderne, possède l'une des premières automobiles du duché, ouvre un aérodrome (aujourd'hui l'aéroport de Leipzig) et s'intéresse à l'exploration. Il reçoit Sven Hedin et Fridtjof Nansen. Il entreprend même une expédition dans le Spitzberg en 1911.
La Première Guerre mondiale est pour lui une question de quelques mois et il est sûr de la victoire allemande. Il commande son régiment de Thuringe et se trouve sur le front de l'Ouest, dans le IVe corps d'armée. Il est nommé général le 19 août 1914 et reçoit la croix de fer de première classe après la bataille de la Marne. Il démissionne de l'armée d'active en août 1916 après avoir été blessé. Il réfléchit alors aux changements idéologiques qui menacent l'Europe et à l'été 1918 est sur le point de proposer une nouvelle législation à son duché. Au terme de la Première Guerre mondiale, Ernest II fut, comme tous les princes souverains allemands, dans l'obligation d'abdiquer, ce qu'il fit le 13 novembre 1918, après une semaine de révoltes. 
Il vécut alors comme un simple citoyen allemand dans son ancien duché, mais l'effondrement de l'Empire allemand et l'effondrement des valeurs le firent changer aussi de vie personnelle. Il divorça de son épouse, entraînant une scission dans la famille et eut une liaison avec une cantatrice, Helena Thomas, qu'il avait rencontrée à la fin de la guerre à Altenbourg, pendant une tournée. Il vivait pendant ces années-là dans un modeste hôtel à Berlin et suivait des cours de philosophie et de physique.
Pendant l'époque troublée de la République de Weimar, le duc habite à partir de 1922 au château de Fröhliche Wiederkunft, sous le nom de baron de Riesenek. Le château se trouve dans l'actuelle commune de Trockenborn-Wolfersdorf, près de la petite ville de Kahla au sud d'Iéna. Il suit alors des cours à l'université d'Iéna, cette fois-ci en astrophysique. Une décision du ministère de la Justice de Thuringe de 1934 lui donne le droit de porter à nouveau le nom de Saxe-Altenbourg qui lui avait été retiré en 1923 et il épouse la même année sa maîtresse de longue date, Marie Triebel, ancienne cantatrice. Par tranquillité d'esprit, le prince adhère tout de même au régime du Troisième Reich. Il est fait citoyen d'honneur d'Altenbourg en 1938 et donne le château à la ville en 1943 (ses services l'occupaient depuis 1918).

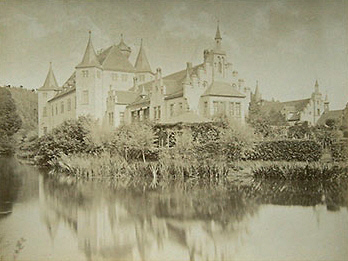
Vue du château de Fröhliche Wiederkunft avant 1870.

Il fut le seul ancien souverain de l'Empire allemand à accepter de devenir citoyen de la République démocratique allemande. Ayant refusé de passer en zone britannique après la guerre, il demeura dans son château de Froehliche Wiederkunft, où l'Armée rouge lui avait permis de conserver la jouissance d'un appartement jusqu'à sa mort.

## Famille
Il épouse en premières noces, le 27 février 1898 au château de Bückeburg, la princesse Adélaïde de Schaumbourg-Lippe (1875-1971), fille du prince Guillaume de Schaumbourg-Lippe et de la princesse Bathilde d'Anhalt-Dessau. Ils ont quatre enfants. Ils divorcent en 1920.
- Charlotte de Saxe-Altenbourg (4 mars 1899 - 16 février 1989) épouse le prince Sigismond de Prusse (27 novembre 1896 - 14 novembre 1978), dont descendance ;
- Georges-Maurice de Saxe-Altenbourg, duc de Saxe-Altenbourg (13 mai 1900 - 13 février 1991), célibataire, sans enfants ;
- Élisabeth de Saxe-Altenbourg (6 avril 1903 - 30 janvier 1991), célibataire, sans enfants ;
- Frédéric de Saxe-Altenbourg, duc de Saxe-Altenbourg (15 mai 1905 - 23 février 1985), célibataire, sans enfants.

Il épouse en secondes noces, le 15 juillet 1934 au Château de Wolfersdorf, Maria Triebel (1893-1957), fille de Guillaume Triebel et de Amalie Creutzburg. Ils n'ont pas d'enfants.

## Distinctions

### Décorations allemandes

#### Duché d'Anhalt
- Grand-croix de l'Ordre d'Albert l'Ours

#### Duché de Brunswick
- Grand-croix de l'Ordre d'Henri le Lion (1894)

#### Grand-duché de Mecklembourg-Schwerin
- Grand-croix de l'Ordre de la Couronne de Wende

#### Grand-duché d'Oldenbourg
- Grand-croix de l'Ordre du Mérite du duc Pierre-Frédéric-Louis

### Royaume de Prusse
- Chevalier de l'Ordre de l'Aigle Noir (1908)
- Grand-croix de l'Ordre de l'Aigle Rouge
- Pour le Mérite (30 mai 1915)

#### Royaume de Saxe
- Chevalier de l'Ordre de la Couronne de Saxe
- Commandeur de l'Ordre militaire de Saint-Henri (2e classe) (28 août 1916)
  -  Chevalier de l'Ordre militaire de Saint-Henri (9 novembre 1914)

#### Duché de Saxe-Altenbourg
- Grand-croix de l'Ordre de la Maison ernestine de Saxe (1889)

#### Grand-duché de Saxe-Weimar-Eisenach
- Grand-croix de l'Ordre du Faucon blanc (1892)

#### Principauté de Schaumbourg-Lippe
- Grand-croix de l'Ordre de la Maison de Lippe

#### Royaume de Wurtemberg
- Grand-croix de l'Ordre de la Couronne de Wurtemberg (1893)

### Décorations étrangères

#### Royaume de Bulgarie
- Grand-croix de l'Ordre de Saint-Alexandre

#### Empire ottoman
- Ordre de l'Osmaniye